# Citroën C3 Aircross
Der Citroën C3 Aircross ist ein seit 2010 produziertes SUV der französischen Automobilmarke Citroën. Während die erste Generation auf Basis des Citroën C3 Picasso zwischen 2010 und 2021 nur in Südamerika verkauft wurde, löste die zweite Generation den C3 Picasso in Europa ab. Die dritte Generation wurde zunächst 2023 in Südamerika und Asien eingeführt, eine Version für Europa folgte 2024.

## 1. Generation (2010–2021)
Die Basis des Fahrzeugs der ersten Generation ist der Citroën C3 Picasso. Optisch unterscheidet sich der Aircross vom Picasso durch verchromte Seitenschweller, Frontspoiler und Heckabdeckung, eine an der Motorhaube beginnende Chrom-Dachreling sowie verchromte Spiegelkappen und ein am Heck angebrachtes Reserverad; technisch durch eine erhöhte Karosserie sowie eine härter eingestellte Federung. Gebaut wurde der Aircross im PSA-Peugeot-Citroën-Werk Porto Real in Brasilien für den südamerikanischen Markt. Als Antrieb kommt ein 1587-cm³-Benzinmotor mit VTi und 16 Ventilen zum Einsatz, in der 83-kW- und 90-kW-Variante mit E85-Bioethanol-Auslegung. Neben dem serienmäßigen 5-Gang-Schaltgetriebe war wahlweise auch ein 4-Stufen-Automatikgetriebe erhältlich.
Der Innenraum des Aircross ist mit Stoff gepolstert, kann auf Wunsch aber auch mit Cord oder Leder ausgestattet werden. Teilweise serienmäßig ist ABS, das bei Marktstart auf dem brasilianischen Markt jedoch nur für wenige Modelle erhältlich war.
Ende 2015 wurde eine überarbeitete Version des C3 Aircross in Südamerika eingeführt. Die wichtigsten Änderungen betrafen die neugestaltete Front, zudem ist das Reserverad am Heck nur noch als Extra erhältlich. Gleichzeitig wurden Produktion und Verkauf des normalen Citroën C3 Picasso eingestellt.

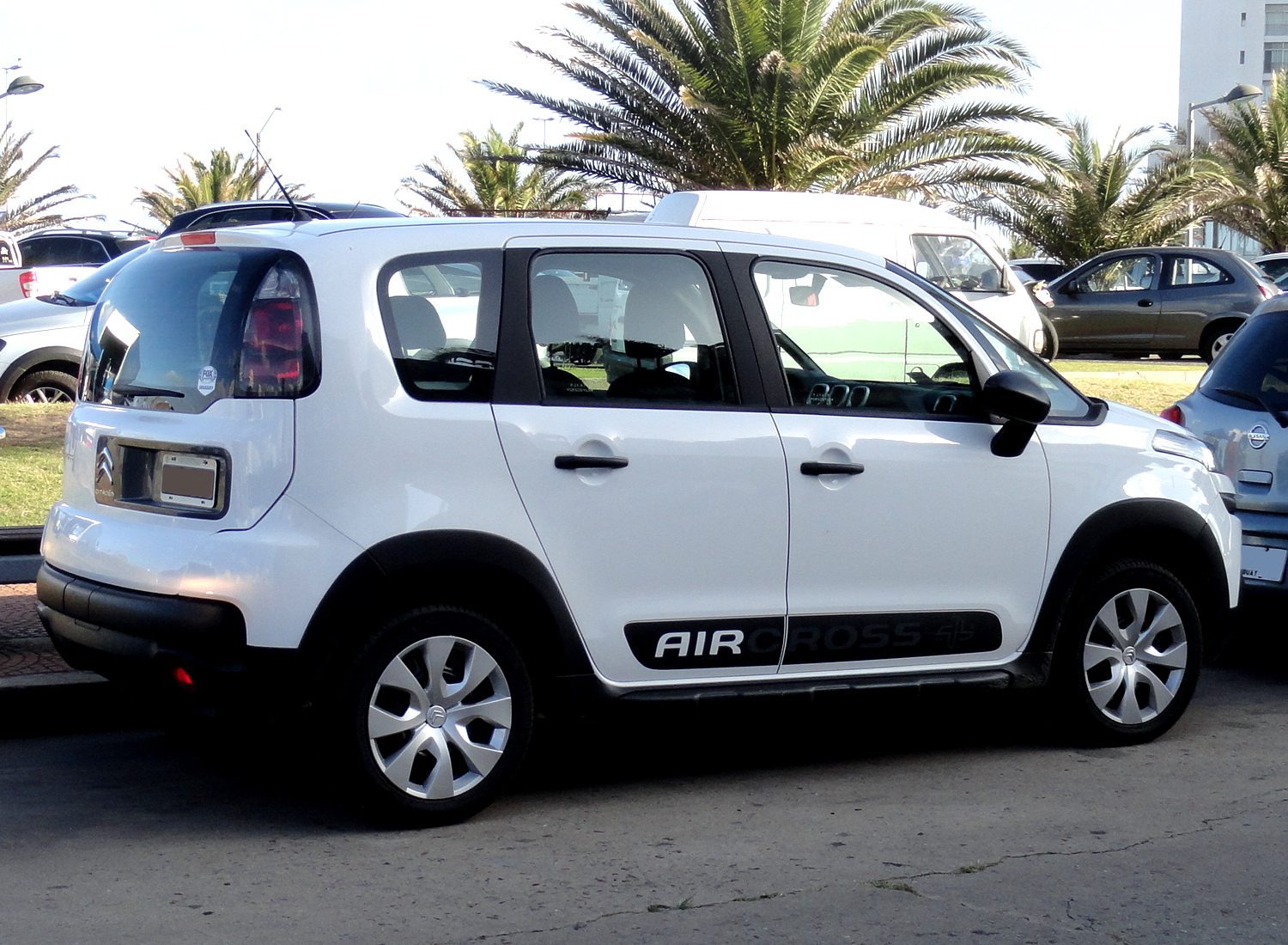
Seiten/Heckansicht
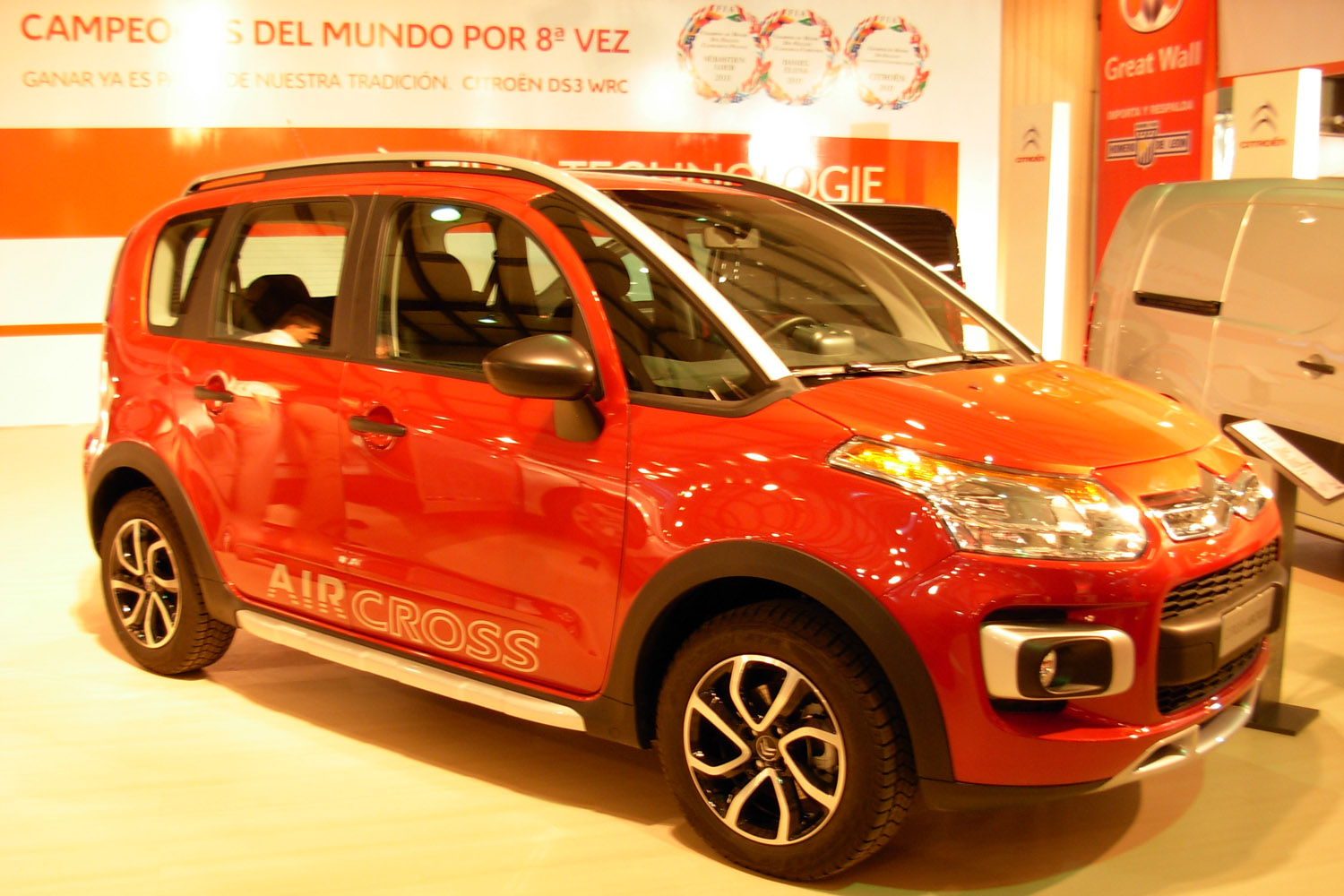
Citroën C3 Aircross (2010–2015)
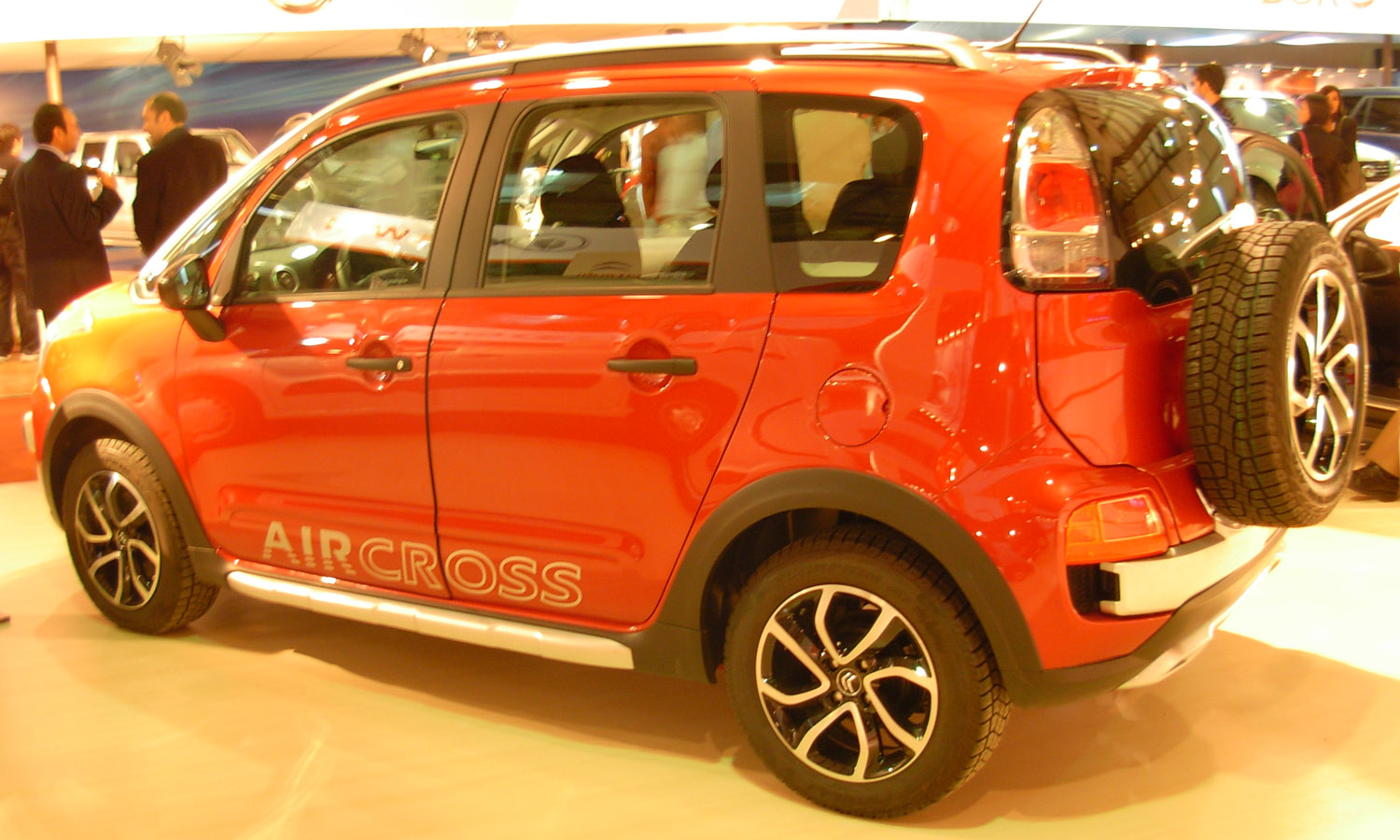
Heckansicht

### Technische Daten
|                                          | 1.5                   | 1.6                      | 1.6                      |
| ---------------------------------------- | --------------------- | ------------------------ | ------------------------ |
| Bauzeitraum                              | 2016–2021             | 2010–2013                | 2013–2021                |
| Motorkenndaten                           |                       |                          |                          |
| Motorart                                 | Ottomotor             | Ottomotor                | Ottomotor                |
| Motorbauart                              | R4                    | R4                       | R4                       |
| Hubraum                                  | 1449 cm³              | 1587 cm³                 | 1587 cm³                 |
| max. Leistung bei min−1, Benzinbetrieb   | 66 kW (89 PS) / 5500  | 81 kW (110 PS) / 6000    | 85 kW (115 PS) / 6000    |
| …, Ethanolbetrieb                        | 68 kW (93 PS) / 5500  | 83 kW (113 PS) / 5800    | 90 kW (122 PS) / 5800    |
| max. Drehmoment bei min−1, Benzinbetrieb | 132 Nm / 3000         | 142 Nm / 4000            | 152 Nm / 4000            |
| …, Ethanolbetrieb                        | 140 Nm / 4000         | 155 Nm / 4000            | 161 Nm / 4000            |
| Kraftübertragung                         |                       |                          |                          |
| Antrieb, serienmäßig                     | Vorderradantrieb      | Vorderradantrieb         | Vorderradantrieb         |
| Getriebe, serienmäßig                    | 5-Gang-Schaltgetriebe | 5-Gang-Schaltgetriebe    | 5-Gang-Schaltgetriebe    |
| Getriebe, optional                       | —                     | 4-Gang-Automatikgetriebe | 4-Gang-Automatikgetriebe |
| Messwerte                                |                       |                          |                          |
| Höchstgeschwindigkeit                    |                       | 165 km/h                 |                          |
| Beschleunigung, 0–100 km/h               |                       | 14,0 s                   |                          |
| Tankinhalt                               | 55 l                  | 55 l                     | 55 l                     |

## 2. Generation (2017–2024)
| Sterne im Euro-NCAP-Crashtest (2017) | 5 Sterne im Euro-NCAP-Crashtest |

Die zweite Generation des C3 Aircross wurde am 12. Juni 2017 in Paris vorgestellt. Sie war ab August 2017 zu Preisen ab 15.290 Euro bestellbar, zu den Händlern kam das Fahrzeug am 11. November 2017. Technisch baut der Fünfsitzer auf der Plattform des Citroën C3, auf der auch der Opel Crossland basiert, auf. Bereits einen ersten Ausblick auf den C3 Aircross lieferte die auf dem 87. Genfer Auto-Salon im März 2017 vorgestellte Studie Citroen C-Aircross Concept. Eine überarbeitete Version der Baureihe präsentierte Citroën am 11. Februar 2021. Deren Marktstart erfolgte im Juni 2021.

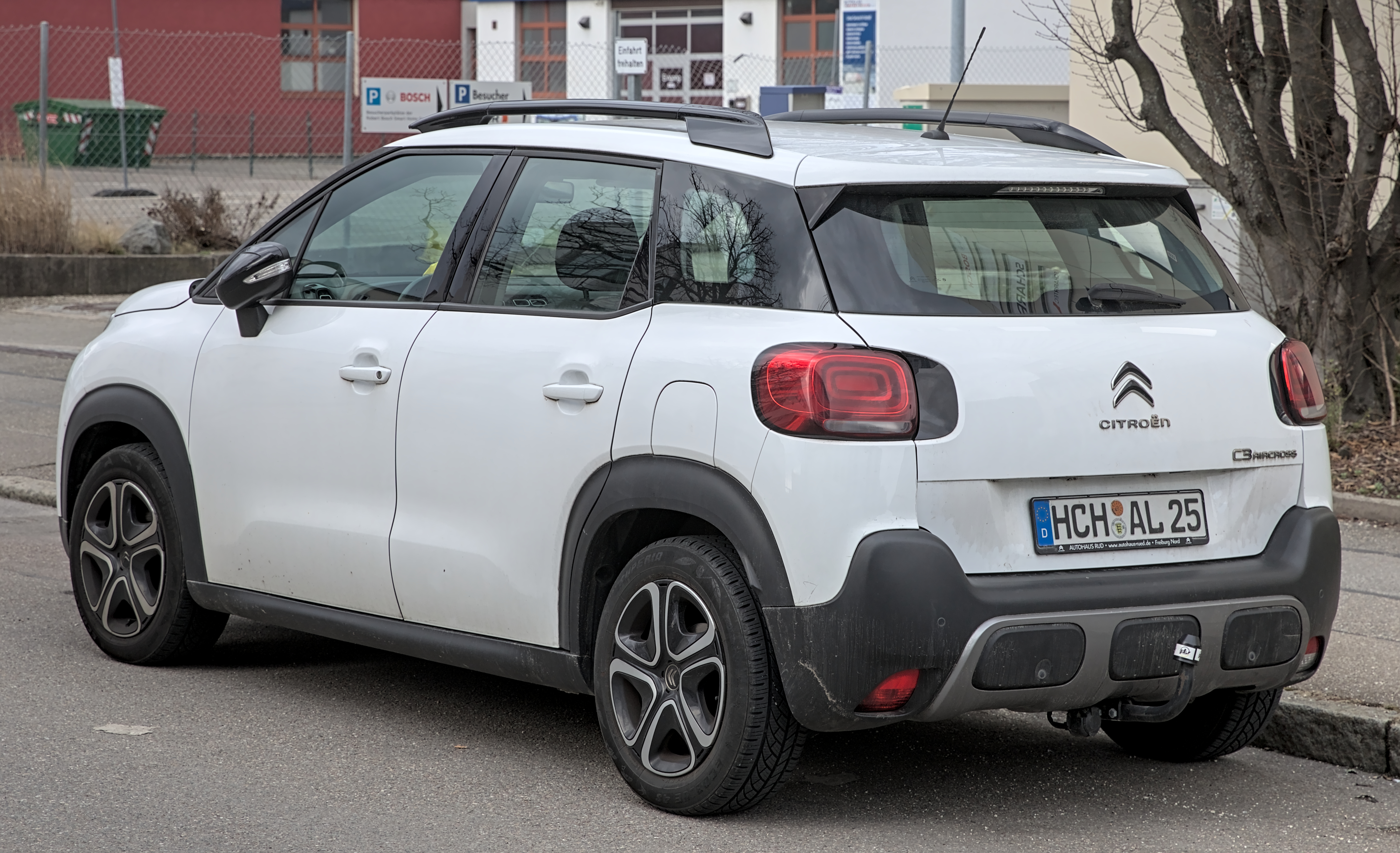
Heckansicht
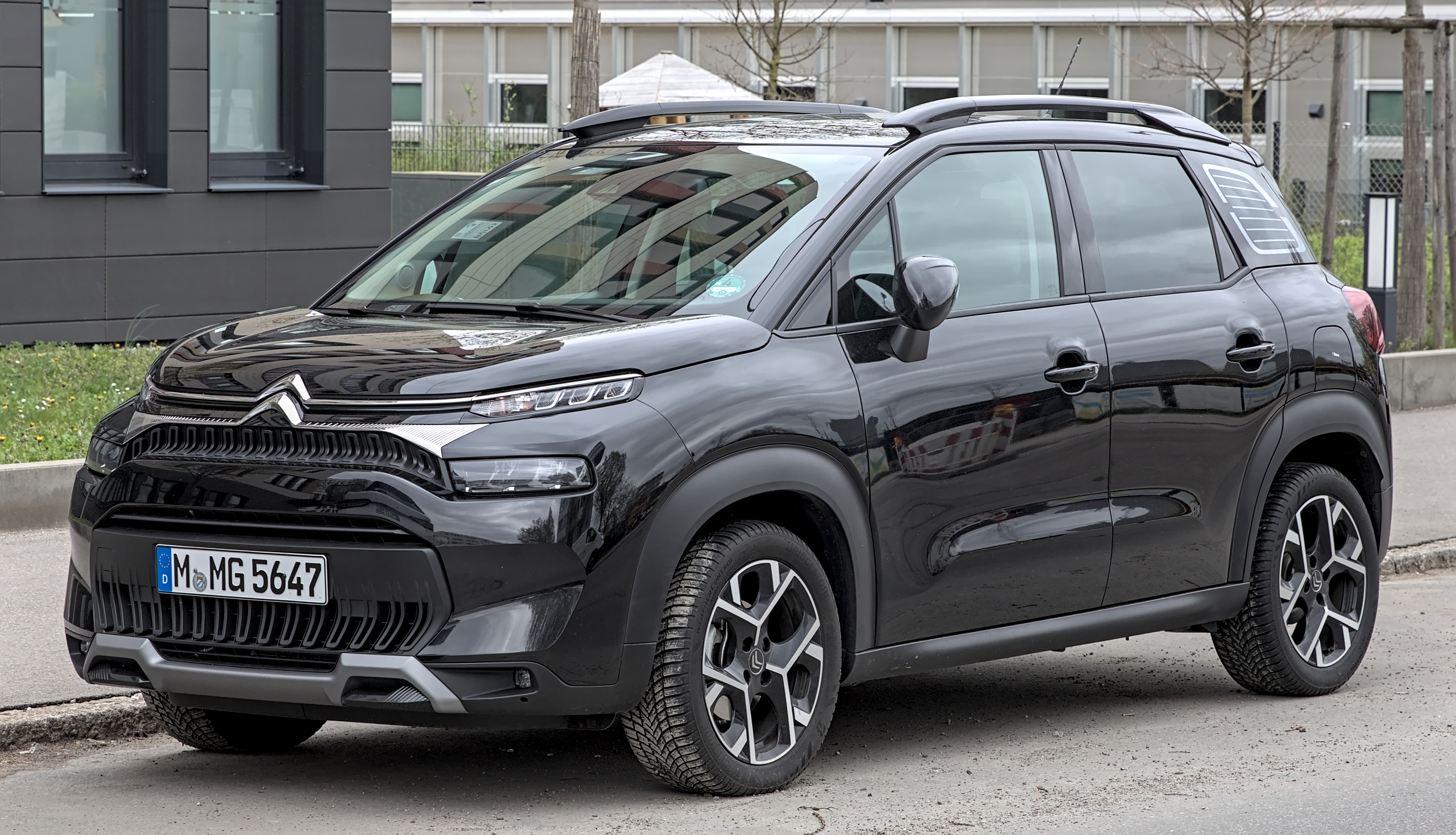
Citroën C3 Aircross (2021–2024)
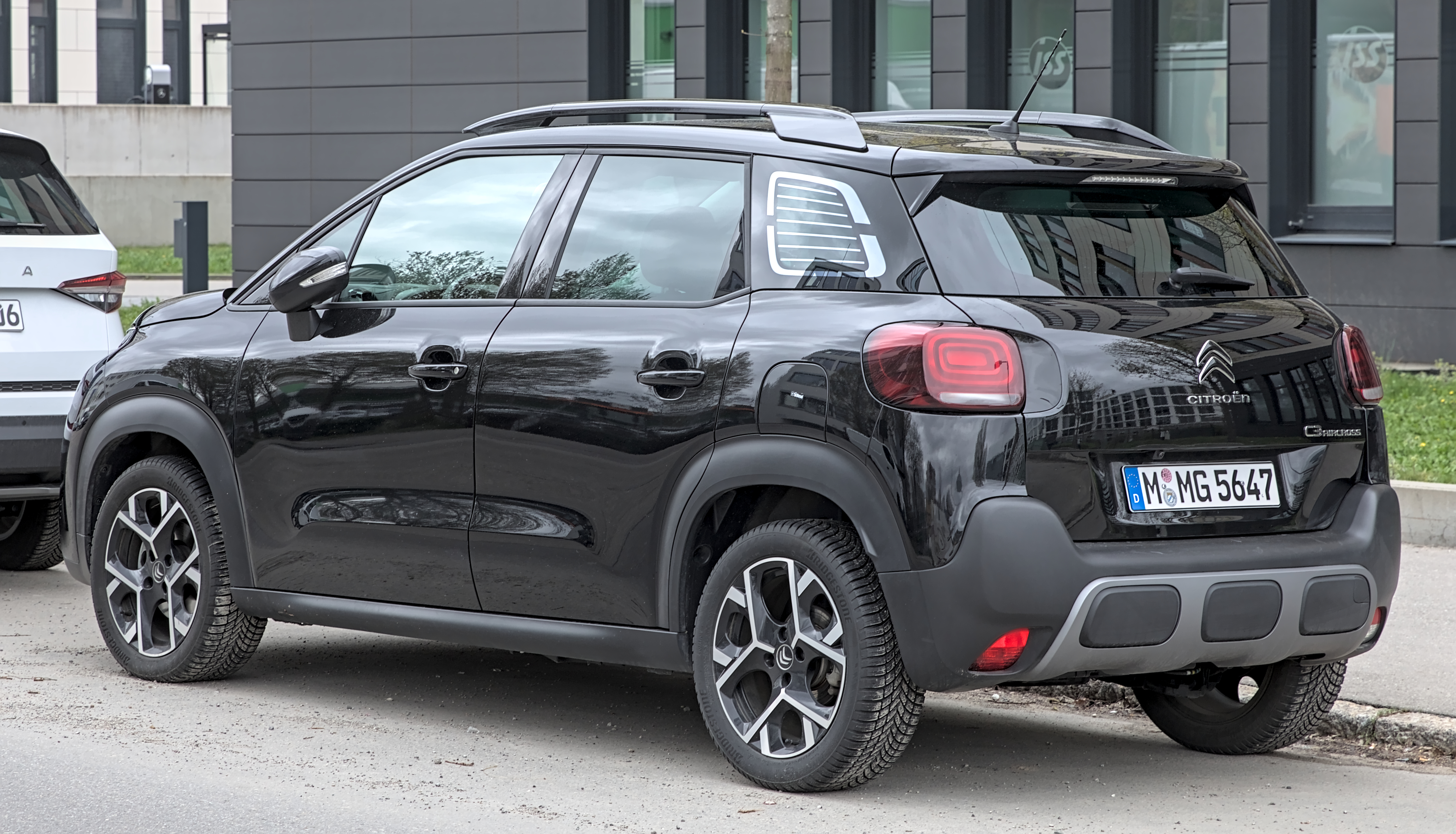
Heckansicht
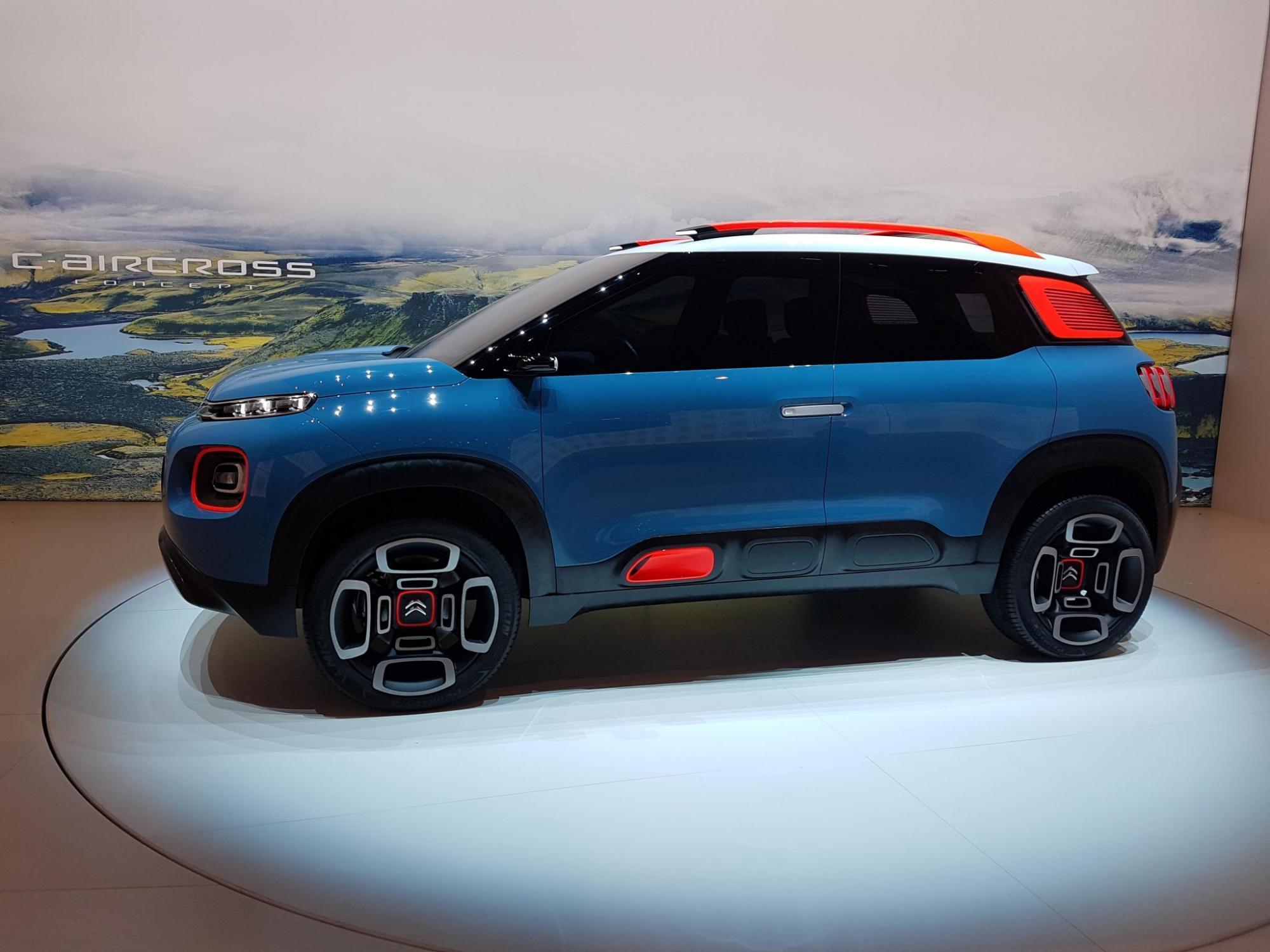
Citroen C-Aircross Concept auf dem Genfer Auto-Salon 2017

Auf der Beijing Auto Show im April 2018 wurde mit dem Citroën C4 Aircross ein weiteres Kompakt-SUV vorgestellt. Dieses basiert auf dem C3 Aircross, ist jedoch rund zwölf Zentimeter länger.

### Technische Daten
Der C3 Aircross wird mit bereits aus dem Peugeot 208 I und dem Opel Crossland X bekannten 1,2-Liter-Ottomotoren und 1,6-Liter-Dieselmotoren angeboten, die ein Leistungsspektrum von 60 kW (82 PS) bis 96 kW (131 PS) abdecken. Ab Sommer 2018 erfüllten alle Motorvarianten die Euro 6d-TEMP-Abgasnorm. Die Dieselmotoren haben seitdem nur noch 1,5 Liter Hubraum.
| Kenngrößen                                 | PureTech 82                | PureTech 82                | PureTech 110                      | PureTech 110                 | PureTech 130                | PureTech 130                | PureTech 130                | BlueHDi 100                    | BlueHDi 110                    | BlueHDi 120                    | BlueHDi 100                    | BlueHDi 100 S&S 96g            | BlueHDi 120                    |
| ------------------------------------------ | -------------------------- | -------------------------- | --------------------------------- | ---------------------------- | --------------------------- | --------------------------- | --------------------------- | ------------------------------ | ------------------------------ | ------------------------------ | ------------------------------ | ------------------------------ | ------------------------------ |
| Bauzeitraum                                | 11/2017–07/2018            | 07/2018–05/2019            | 11/2017–07/2018                   | 07/2018–05/2024              | 11/2017–07/2018             | 07/2018–05/2019             | 10/2019–05/2024             | 08/2018–10/2020                | 10/2020–05/2024                | 08/2018–09/2022                | 11/2017–07/2018                | 11/2017–07/2018                | 11/2017–07/2018                |
| Motorkenndaten                             |                            |                            |                                   |                              |                             |                             |                             |                                |                                |                                |                                |                                |                                |
| Motorart                                   | Ottomotor                  | Ottomotor                  | Ottomotor                         | Ottomotor                    | Ottomotor                   | Ottomotor                   | Ottomotor                   | Dieselmotor                    | Dieselmotor                    | Dieselmotor                    | Dieselmotor                    | Dieselmotor                    | Dieselmotor                    |
| Motorbauart                                | R3                         | R3                         | R3                                | R3                           | R3                          | R3                          | R3                          | R4                             | R4                             | R4                             | R4                             | R4                             | R4                             |
| Gemischaufbereitung                        | Saugrohreinspritzung       | Saugrohreinspritzung       | Benzindirekteinspritzung          | Benzindirekteinspritzung     | Benzindirekteinspritzung    | Benzindirekteinspritzung    | Benzindirekteinspritzung    | Common-Rail-Direkteinspritzung | Common-Rail-Direkteinspritzung | Common-Rail-Direkteinspritzung | Common-Rail-Direkteinspritzung | Common-Rail-Direkteinspritzung | Common-Rail-Direkteinspritzung |
| Motoraufladung                             | —                          | —                          | Turbolader                        | Turbolader                   | Turbolader                  | Turbolader                  | Turbolader                  | Turbolader                     | Turbolader                     | Turbolader                     | Turbolader                     | Turbolader                     | Turbolader                     |
| Hubraum                                    | 1199 cm³                   | 1199 cm³                   | 1199 cm³                          | 1199 cm³                     | 1199 cm³                    | 1199 cm³                    | 1199 cm³                    | 1499 cm³                       | 1499 cm³                       | 1499 cm³                       | 1560 cm³                       | 1560 cm³                       | 1560 cm³                       |
| Verdichtungsverhältnis                     | 11,0 : 1                   | 11,0 : 1                   | 10,5 : 1                          | 10,5 : 1                     | 10,5 : 1                    | 10,5 : 1                    | 10,5 : 1                    | 16,5 : 1                       | 16,5 : 1                       | 16,5 : 1                       | 17,0 : 1                       | 17,0 : 1                       | 17,0 : 1                       |
| max. Leistung                              | 60 kW (82 PS) bei 5750/min | 60 kW (82 PS) bei 5750/min | 81 kW (110 PS) bei 5500/min       | 81 kW (110 PS) bei 5500/min  | 96 kW (131 PS) bei 5500/min | 96 kW (131 PS) bei 5500/min | 96 kW (131 PS) bei 5500/min | 75 kW (102 PS) bei 3500/min    | 81 kW (110 PS) bei 3750/min    | 88 kW (120 PS) bei 3500/min    | 73 kW (99 PS) bei 3750/min     | 73 kW (99 PS) bei 3750/min     | 88 kW (120 PS) bei 3500/min    |
| max. Drehmoment                            | 118 Nm bei 2750/min        | 118 Nm bei 2750/min        | 205 Nm bei 1500/min               | 205 Nm bei 1500/min          | 230 Nm bei 1750/min         | 230 Nm bei 1750/min         | 230 Nm bei 1750/min         | 254 Nm bei 1750/min            | 250 Nm bei 1750/min            | 300 Nm bei 1750/min            | 254 Nm bei 1750/min            | 254 Nm bei 1750/min            | 300 Nm bei 1750/min            |
| Kraftübertragung                           |                            |                            |                                   |                              |                             |                             |                             |                                |                                |                                |                                |                                |                                |
| Antrieb, serienmäßig                       | Vorderradantrieb           | Vorderradantrieb           | Vorderradantrieb                  | Vorderradantrieb             | Vorderradantrieb            | Vorderradantrieb            | Vorderradantrieb            | Vorderradantrieb               | Vorderradantrieb               | Vorderradantrieb               | Vorderradantrieb               | Vorderradantrieb               | Vorderradantrieb               |
| Getriebe, serienmäßig                      | 5-Gang-Schaltgetriebe      | 5-Gang-Schaltgetriebe      | 5-Gang-Schaltgetriebe             | 6-Gang-Schaltgetriebe        | 6-Gang-Schaltgetriebe       | 6-Gang-Schaltgetriebe       | 6-Stufen-Automatikgetriebe  | 6-Gang-Schaltgetriebe          | 6-Gang-Schaltgetriebe          | 6-Stufen-Automatikgetriebe     | 5-Gang-Schaltgetriebe          | 5-Gang-Schaltgetriebe          | 6-Gang-Schaltgetriebe          |
| Getriebe, optional                         | —                          | —                          | [6-Stufen-Automatikgetriebe]      | [6-Stufen-Automatikgetriebe] | —                           | —                           | —                           | —                              | —                              | —                              | —                              | —                              | —                              |
| Messwerte                                  |                            |                            |                                   |                              |                             |                             |                             |                                |                                |                                |                                |                                |                                |
| Höchstgeschwindigkeit                      | 165 km/h                   | 165 km/h                   | 185 km/h [183 km/h]               | 183–185 km/h [183 km/h]      | 200 km/h                    | 200 km/h                    | 195 km/h                    | 175–178 km/h                   | 184 km/h                       | 179–183 km/h                   | 175 km/h                       | 178 km/h                       | 183 km/h                       |
| Beschleunigung, 0–100 km/h                 | 14,0 s                     | 14,0 s                     | 10,2 s [10,6 s]                   | 11,3–11,5 s [11,8–12,0 s]    | 9,3 s                       | 9,3 s                       | 10,3 s                      | 12,1–12,8 s                    | 12,1 s                         | 10,8 s                         | 11,5 s                         | 11,5 s                         | 9,8 s                          |
| Leergewicht                                | 1163 kg                    | 1163 kg                    | 1234 kg [1278 kg]                 | 1234 kg [1278 kg]            | 1263 kg                     | 1248 kg                     | 1200 kg                     | 1278 kg                        | 1280 kg                        | 1308–1335 kg                   | 1278 kg                        | 1278 kg                        | 1308 kg                        |
| Kraftstoffverbrauch auf 100 km, kombiniert | 5,1 l Super                | 5,0 l Super                | 4,9–5,0 l Super [5,5–5,6 l Super] | 4,8 l Super [5,7 l Super]    | 5,3 l Super                 | 4,8–5,2 l Super             | 5,0 l Super                 | 4,0–4,1 l Diesel               | 3,6 l Diesel                   | 4,0–4,1 l Diesel               | 4,0 l Diesel                   | 3,7 l Diesel                   | 4,0–4,1 l Diesel               |
| CO2-Emission, kombiniert                   | 116 g/km                   | 118 g/km                   | 112–115 g/km [124–126 g/km]       | 109–110 g/km [131 g/km]      | 119 g/km                    | 110–119 g/km                | 114 g/km                    | 105–107 g/km                   | 94 g/km                        | 106–107 g/km                   | 104 g/km                       | 96 g/km                        | 105–107 g/km                   |
| Tankinhalt                                 | 45 l                       | 45 l                       | 45 l                              | 45 l                         | 45 l                        | 45 l                        | 45 l                        | 45 l                           | 45 l                           | 45 l                           | 45 l                           | 45 l                           |                                |
| Abgasnorm nach EU-Klassifikation           | Euro 6                     | Euro 6d-TEMP               | Euro 6                            | Euro 6d-TEMP/ Euro 6d (1)    | Euro 6                      | Euro 6d-TEMP                | Euro 6d                     | Euro 6d-TEMP Euro 6d (2)       | Euro 6d                        | Euro 6d-TEMP Euro 6d (2)       | Euro 6                         | Euro 6                         | Euro 6                         |

Werte in eckigen Klammern gelten für Modelle mit Automatikgetriebe

## 3. Generation (seit 2023 bzw. 2024)
Es gibt in der 3. Generation seit 2023 eine internationale Version für Schwellenländer sowie seit 2024 eine europäische Version.

### Internationale Version
Auf Basis des Citroën C3 (CC21) wurde im April 2023 ein neuer C3 Aircross für Schwellenländer vorgestellt. Gebaut wird diese Version im brasilianischen Porto Real und im indischen Tiruvallur. Auf den Markt kam das SUV in Indien im September 2023 und in Brasilien im November 2023. In Indonesien wird das SUV seit April 2024 und in Argentinien seit Mai 2024 angeboten. Auf dem indischen Markt wurde der Wagen im September 2024 in Citroën Aircross umbenannt. Der Wagen ist 4,32 Meter lang, 1,80 Meter breit und rund 1,65 Meter hoch. Serienmäßig hat das Fahrzeug fünf Sitze, gegen Aufpreis sind zwei weitere erhältlich.
Auf Basis der in Südamerika und Asien vermarkteten C3-Aircross-Version präsentierte Citroën im März 2024 das SUV-Coupé Basalt. Dieses Modell soll in Europa nicht angeboten werden.

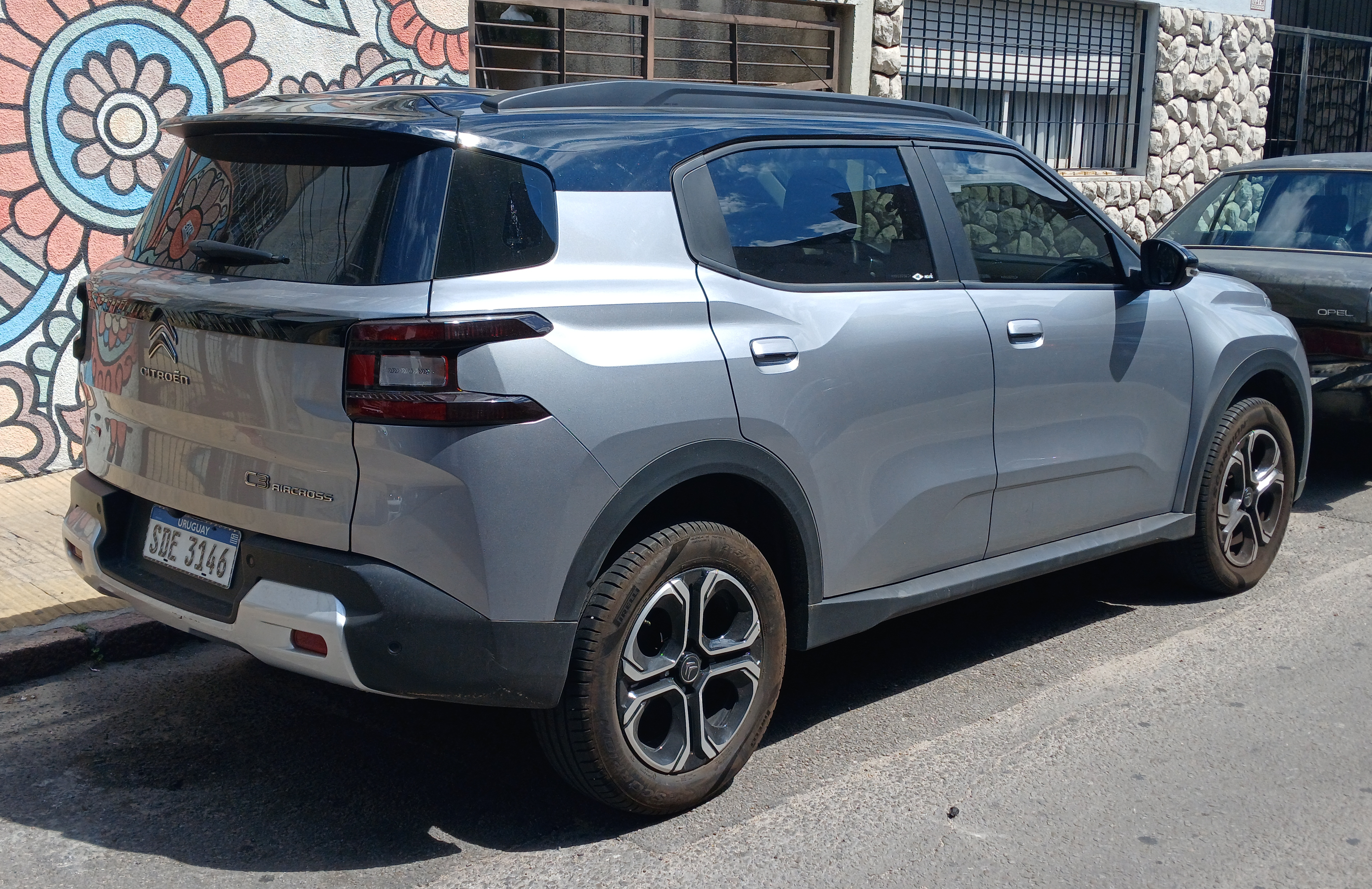
Heckansicht

#### Technische Daten
Für Indien und Indonesien steht im C3 Aircross ein 1,2-Liter-Ottomotor mit 81 kW (110 PS) zur Verfügung. Serienmäßig hat er ein 6-Gang-Schaltgetriebe, gegen Aufpreis ist ein 6-Stufen-Automatikgetriebe erhältlich. In Brasilien wird der C3 Aircross von einem 1,0-Liter-Ottomotor angetrieben, der für den dort weit verbreiteten Flexfuel-Betrieb ausgelegt ist. Die maximale Leistung liegt bei 96 kW (130 PS). Dieser Antrieb verwendet ein stufenloses Getriebe. In Argentinien gibt es neben dem aus Indien bekannten Motor noch einen 1,6-Liter-Ottomotor mit 85 kW (115 PS).
|                            | PureTech 110          | PureTech 110 Automatik     | Turbo 200                                            | VTi                   | T200                  |
| -------------------------- | --------------------- | -------------------------- | ---------------------------------------------------- | --------------------- | --------------------- |
| Markt                      | Indien                | Indien, Indonesien         | Brasilien                                            | Argentinien           | Argentinien           |
| Bauzeitraum                | seit 09/2023          | seit 01/2024               | seit 11/2023                                         | seit 05/2024          | seit 05/2024          |
| Motorkenndaten             |                       |                            |                                                      |                       |                       |
| Motortyp                   | R3-Ottomotor          | R3-Ottomotor               | R3-Ottomotor                                         | R4-Ottomotor          | R3-Ottomotor          |
| Motoraufladung             | Turbolader            | Turbolader                 | Turbolader                                           | —                     | Turbolader            |
| Hubraum                    | 1199 cm³              | 1199 cm³                   | 999 cm³                                              | 1587 cm³              | 1199 cm³              |
| max. Leistung bei min−1    | 81 kW (110 PS) / 5500 | 81 kW (110 PS) / 5500      | 92 kW (125 PS) / 5750 Ethanol: 96 kW (130 PS) / 5750 | 85 kW (115 PS) / 6000 | 88 kW (120 PS) / 5750 |
| max. Drehmoment bei min−1  | 190 Nm / 1750         | 205 Nm / 1750–2500         | 200 Nm / 1750 Ethanol: 200 Nm / 1750                 | 150 Nm / 4500         | 200 Nm / 1750         |
| Kraftübertragung           |                       |                            |                                                      |                       |                       |
| Antrieb                    | Vorderradantrieb      | Vorderradantrieb           | Vorderradantrieb                                     | Vorderradantrieb      | Vorderradantrieb      |
| Getriebe                   | 6-Gang-Schaltgetriebe | 6-Stufen-Automatikgetriebe | Stufenloses Getriebe                                 | 5-Gang-Schaltgetriebe | Stufenloses Getriebe  |
| Messwerte                  |                       |                            |                                                      |                       |                       |
| Höchstgeschwindigkeit      | k. A.                 | k. A.                      | 191 km/h Ethanol: 191 km/h                           | 178 km/h              | 191 km/h              |
| Beschleunigung, 0–100 km/h | k. A.                 | k. A.                      | 9,9 s Ethanol: 9,7 s                                 | k. A.                 | k. A.                 |
| Tankinhalt                 | 45 l                  | 45 l                       | 47 l                                                 | 47 l                  | 47 l                  |

### Europäische Version
Im April 2024 wurde die dritte Generation des C3 Aircross für den europäischen Markt präsentiert. Verkauft wird sie seit Juni 2024. Gebaut wird der Wagen im slowakischen Trnava. Das Modell basiert wie der C3 auf der Smart-Car-Plattform; ein Schwestermodell mit ähnlichen Abmessungen ist der Opel Frontera, der nahezu zeitgleich vorgestellt wurde. Neu gegenüber der zweiten Generation ist bei einer Länge von 4,40 Metern die optionale dritte Sitzreihe. Der Wagen wird auch als Mild-Hybrid und Elektroauto angeboten.

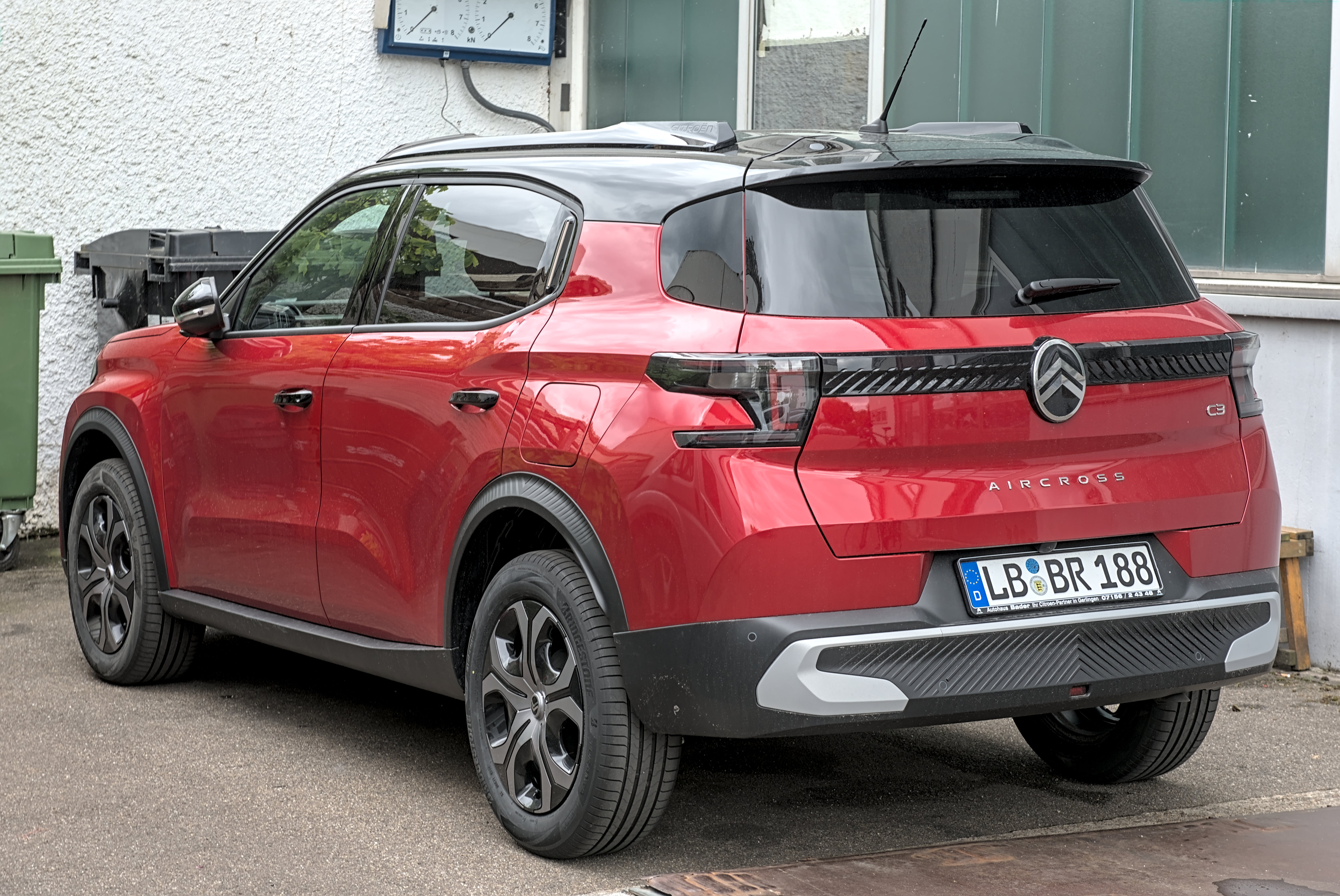
Heckansicht
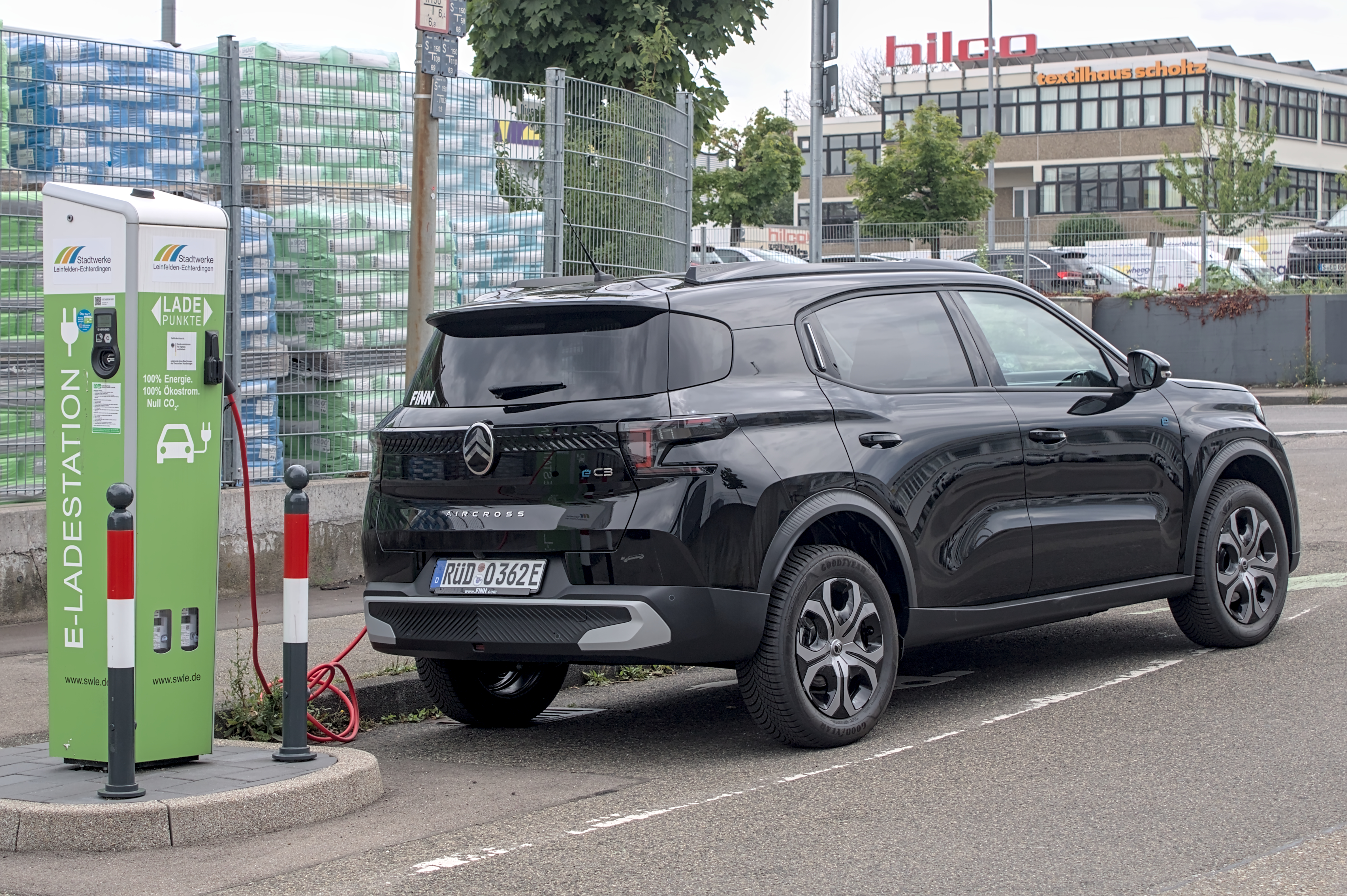
Citroën ë-C3 Aircross (seit 2024)
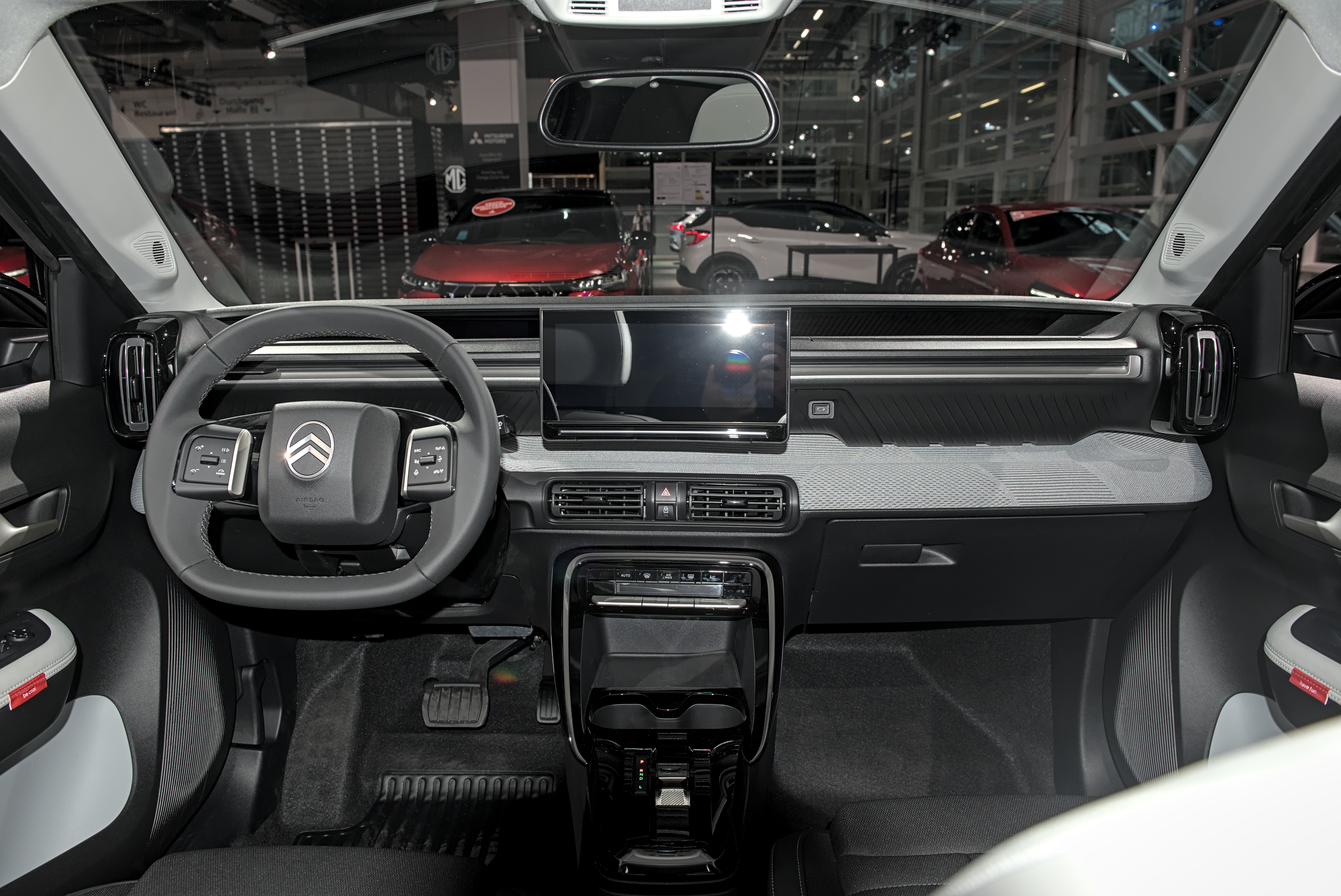
Innenansicht

#### Technische Daten
|                                                      | PureTech 100          | Hybrid 136                     | Hybrid 145                     | Elektromotor 113 Standard-Range | Elektromotor 113 Extended-Range |
| ---------------------------------------------------- | --------------------- | ------------------------------ | ------------------------------ | ------------------------------- | ------------------------------- |
| Bauzeitraum                                          | seit 06/2024          | 06/2024–03/2025                | seit 03/2025                   | seit 06/2024                    | seit 07/2025                    |
| Motorkenndaten                                       |                       |                                |                                |                                 |                                 |
| Motortyp                                             | R3-Ottomotor          | R3-Ottomotor + Elektromotor    | R3-Ottomotor + Elektromotor    | Elektromotor                    | Elektromotor                    |
| Motoraufladung                                       | Turbolader            | Turbolader                     | Turbolader                     | —                               | —                               |
| Hubraum                                              | 1199 cm³              | 1199 cm³                       | 1199 cm³                       | —                               | —                               |
| max. Leistung bei min−1                              | 74 kW (101 PS) / 5500 | 100 kW (136 PS) / 5500         | 107 kW (145 PS) / 5500         | 83 kW (113 PS)                  | 83 kW (113 PS)                  |
| max. Drehmoment bei min−1                            | 205 Nm / 1750         | 230 Nm / 1750                  | 230 Nm / 1750                  | 125 Nm                          | 125 Nm                          |
| Kraftübertragung                                     |                       |                                |                                |                                 |                                 |
| Antrieb, serienmäßig                                 | Vorderradantrieb      | Vorderradantrieb               | Vorderradantrieb               | Vorderradantrieb                | Vorderradantrieb                |
| Getriebe, serienmäßig                                | 6-Gang-Schaltgetriebe | 6-Gang-Doppelkupplungsgetriebe | 6-Gang-Doppelkupplungsgetriebe | Feste Getriebeübersetzung       | Feste Getriebeübersetzung       |
| Antriebsbatterie                                     |                       |                                |                                |                                 |                                 |
| Zellchemie                                           | —                     |                                |                                | LFP                             | LFP                             |
| Energieinhalt                                        | —                     | 0,9 kWh                        | 0,9 kWh                        | 44 kWh                          | 50 kWh                          |
| Systemspannung                                       | —                     | 48 V                           | 48 V                           | 400 V                           | 400 V                           |
| Messwerte                                            |                       |                                |                                |                                 |                                 |
| Höchstgeschwindigkeit                                | 179 km/h              | 201 km/h                       | 201 km/h                       | 143 km/h                        | 143 km/h                        |
| Beschleunigung, 0–100 km/h                           | 11,7 s                | 8,9 s                          | 8,8 s                          | 12,9 s                          |                                 |
| Leergewicht                                          | 1312 kg               | 1464 kg                        | 1423 kg                        | 1579 kg                         | 1608 kg                         |
| Kraftstoff-/Energieverbrauch auf 100 km (kombiniert) | 5,9–6,2 l Super       | 5,6 l Super                    | 5,3–5,5 l Super                | 18,1–18,6 kWh                   | 16,1–16,7 kWh                   |
| elektrische Reichweite nach WLTP                     | —                     | —                              | —                              | 299–307 km                      | 384–400 km                      |
| CO2-Emissionen, kombiniert                           | 134–141 g/km          | 126 g/km                       | 120–123 g/km                   | —                               | —                               |
| Tankinhalt                                           | 44 l                  | 44 l                           | 44 l                           | —                               | —                               |
| Abgasnorm                                            | Euro 6e               | Euro 6e                        | Euro 6e                        | —                               | —                               |